# Lista dos arranha-céus mais altos da África

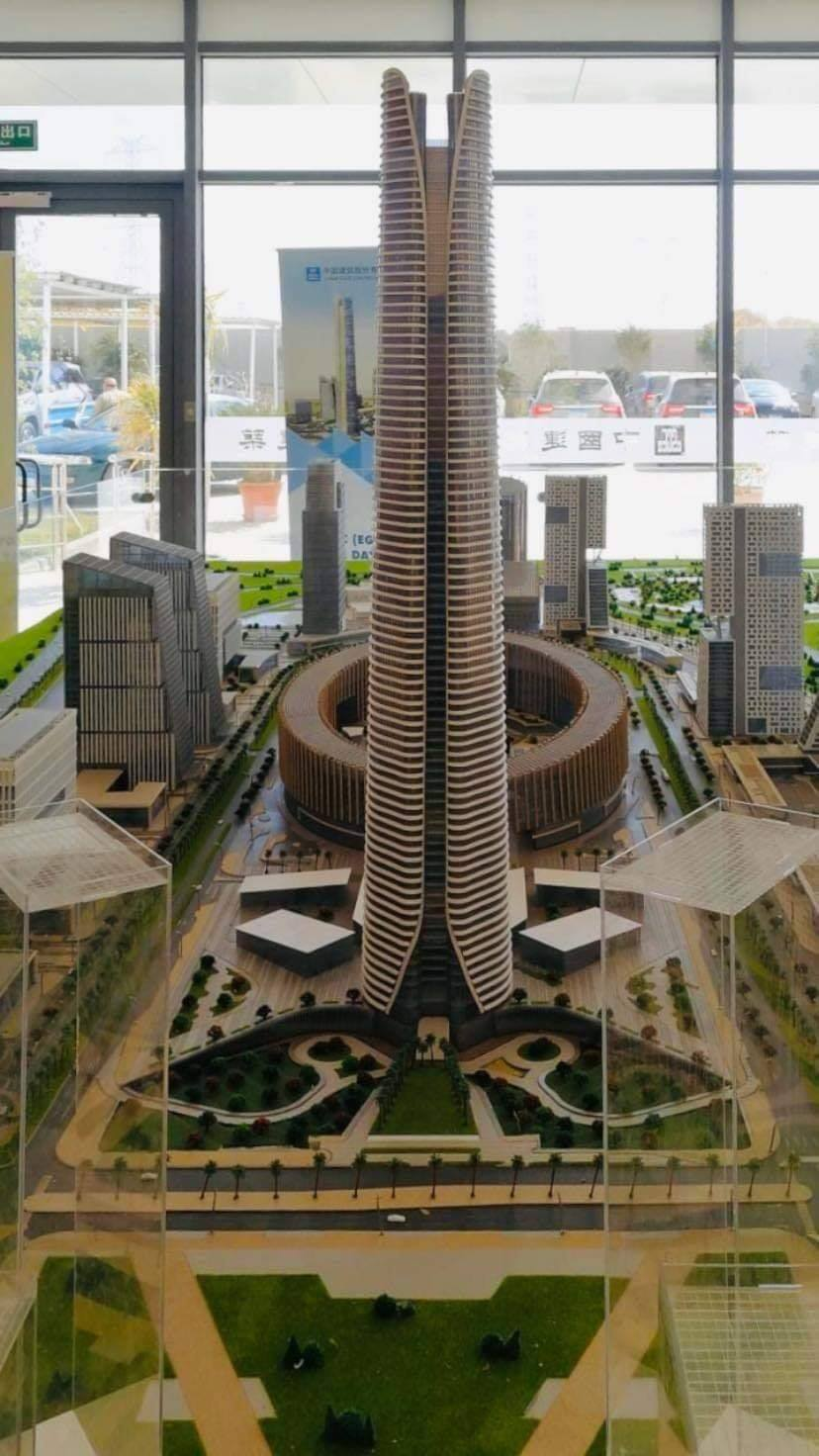
Maquete da Iconic Tower, na Nova Capital Administrativa do Egito

Este artigo classifica os edifícios mais altos do continente africano por altura.

## Lista
| Edifício                                 | Altura           | Andares | Ano  | País          | Cidade                      |
| ---------------------------------------- | ---------------- | ------- | ---- | ------------- | --------------------------- |
| Iconic Tower                             | 393 m (1.289 ft) | 77      | 2022 | Egito         | Nova Capital Administrativa |
| Mohammed VI Tower                        | 250 m (820 ft)   | 55      | 2024 | Marrocos      | Rabat                       |
| The Leonardo                             | 227 m (745 ft)   | 56      | 2019 | África do Sul | Joanesburgo                 |
| Mesquita de Hassan II                    | 210 m (690 ft)   | --      | 1993 | Marrocos      | Casablanca                  |
| Commercial Bank of Ethiopia Headquarters | 209,3 m (687 ft) | 46      | 2021 | Etiópia       | Addis Ababa                 |
| Carlton Centre                           | 201,2 m (660 ft) | 49      | 1973 | África do Sul | Joanesburgo                 |
| Britam Tower                             | 200,1 m (656 ft) | 31      | 2017 | Quênia        | Nairóbi                     |
| Nairobi Global Trade Centre Office Tower | 184 m (604 ft)   | 43      | 2021 | Quênia        | Nairóbi                     |
| Ponte City Apartments                    | 172,8 m (567 ft) | 54      | 1975 | África do Sul | Joanesburgo                 |
| New Administrative Capital Building C04  | 170 m (560 ft)   | 34      | 2022 | Egito         | Nova Capital Administrativa |
| UAP Tower                                | 163 m (535 ft)   | 33      | 2016 | Quênia        | Nairóbi                     |
| NECOM House                              | 160,3 m (526 ft) | 32      | 1979 | Nigéria       | Lagos                       |
| New Administrative Capital Building C11  | 160 m (520 ft)   | 27      | 2022 | Egito         | Nova Capital Administrativa |
| New Administrative Capital Building C12  | 160 m (520 ft)   | 27      | 2022 | Egito         | Nova Capital Administrativa |
| Tanzania Ports Authority HQ              | 157 m (515 ft)   | 40      | 2016 | Tanzânia      | Dar Es Salaam               |
| New Administrative Capital Building C08  | 155 m (509 ft)   | 32      | 2022 | Egito         | Nova Capital Administrativa |
| New Administrative Capital Building C07  | 155 m (509 ft)   | 32      | 2022 | Egito         | Nova Capital Administrativa |
| PSPF Towers – Tower A                    | 152,7 m (501 ft) | 35      | 2014 | Tanzânia      | Dar Es Salaam               |
| PSPF Towers – Tower B                    | 152,7 m (501 ft) | 35      | 2014 | Tanzânia      | Dar Es Salaam               |
| Marble Towers                            | 152,1 m (499 ft) | 32      | 1973 | África do Sul | Joanesburgo                 |